# Trachydoras steindachneri
Trachydoras steindachneri är en fiskart som först beskrevs av Perugia, 1897.  Trachydoras steindachneri ingår i släktet Trachydoras och familjen Doradidae. Inga underarter finns listade i Catalogue of Life.